# Юлий Антоний Селевк
Юлий Антоний Селевк (на латински: Iulius Antonius Seleucus) e политик и сенатор на Римската империя през 3 век.
През 218/222 г. или 220/221 г. той е управител на провинция Долна Мизия. 